# Marcelino Ramos
Marcelino Ramos is een gemeente in de Braziliaanse deelstaat Rio Grande do Sul. De gemeente telt 5.329 inwoners (schatting 2009).

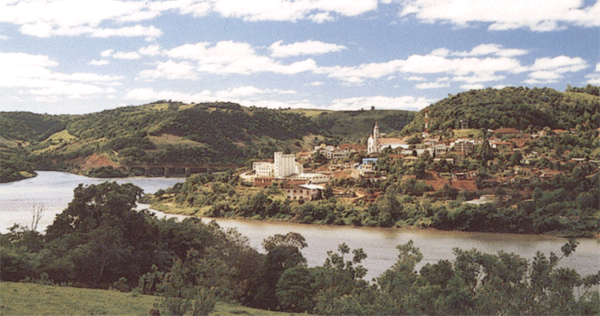
Marcelino Ramos (ca. 1975)